# Kelley Armstrong
Kelley Armstrong (n. 14 decembrie 1968, Greater Sudbury, Ontario, Canada) este o scriitoare canadiană de literatură fantastică și științifico-fantastică, de groază, polițistă și romantică.

### SeriaFemei din lumea de dincolo
1. Lună plină - Bitten (2001)
2. A doua lună plină - Stolen (2002)
3. Magie de doi bani! - Dime Store Magic (2004)
4. Magie industrială' - Industrial Magic (2004)
5. Haunted (2005)
6. Broken (2006)
7. Niciun om implicat - No Humans Involved (2007)
8. Personal Demon (2008)
9. Trăind cu morții - Living with the Dead (2008)
10. Frostbitten (2009)
11. Waking the Witch (2010)
12. Spell Bound (2011)
13. Thirteen (2012; ultimul roman al seriei)

### SeriaNadia Stafford
- Exit Strategy (roman, 2007)[5]
- Made to be Broken (roman, 2009)
- Wild Justice (roman, 2013)[6]

### SeriaDarkest Powers

#### TrilogiaDarkest Powers
- The Summoning (roman, 2008)
- The Awakening (roman, 2009)
- The Reckoning (roman, 2010)

#### TrilogiaDarkness Rising
- The Gathering (roman, 2011)
- The Calling (roman,  2012)
- The Rising (roman,  2013)

### SeriaCainsville
- Omens (roman, 2013)[7]
- Visions (roman, 2014)[8]
- Deceptions (roman, 2015)[9]
- Betrayal (roman,   2016)[10]
- Rituals (roman, 2017)[11]

### SeriaThe Age of Legends
- Sea of Shadows (roman, 2014)
- Empire of Night (roman, 2015)
- Forest of Ruin (roman, 2016)

### TrilogiaBlackwell Pages
- Loki's Wolves (ca K. L. Armstrong, cu Melissa Marr) (2013)
- Odin's Ravens (ca K. L. Armstrong, cu Melissa Marr) (May 2014)
- Thor's Serpent (ca K. L. Armstrong, cu Melissa Marr) (May 2015)

### Romane Rockton
- City of the Lost (2016)
- A Darkness Absolute (2017)
- This Fallen Prey (2018)
- Watcher in the Woods (2019)

### Alte povestiri
- Plan B (în colecția Like a Charm)
- Death Dealer (în colecția Dying for It: Tales of Sex and Death)
- Harbinger (în colecția Campus Chills)
- A Haunted House of Her Own (în colecția Twilight Zone: 19 Original Stories on the 50th Anniversary)
- Devil May Care (în colecția Led Astray: The Best of Kelley Armstrong) (2015)
- The Screams of Dragons (în colecția Led Astray: The Best of Kelley Armstrong) (2015)

### Colecții de Kelley Armstrong
- Men of the Otherworld (2010)
- Tales of the Otherworld (2012)
- Otherworld Nights (2014)
- Darkest Powers Tales (2015)
- Led Astray: The Best of Kelley Armstrong (serie de colecții, 2015)
- Otherworld Secrets (2016)
- Otherworld Chills (2016)

## Legături externe
- Site web oficial
- Armstrong's online fiction center Arhivat în 5 februarie 2007, la Wayback Machine.
- Kelley Armstrong la Internet Speculative Fiction Database

## Vezi și
- Listă de scriitori de literatură fantastică
- Listă de scriitori canadieni

Format:Kelley Armstrong